# Edificio A del complesso di Sorgane

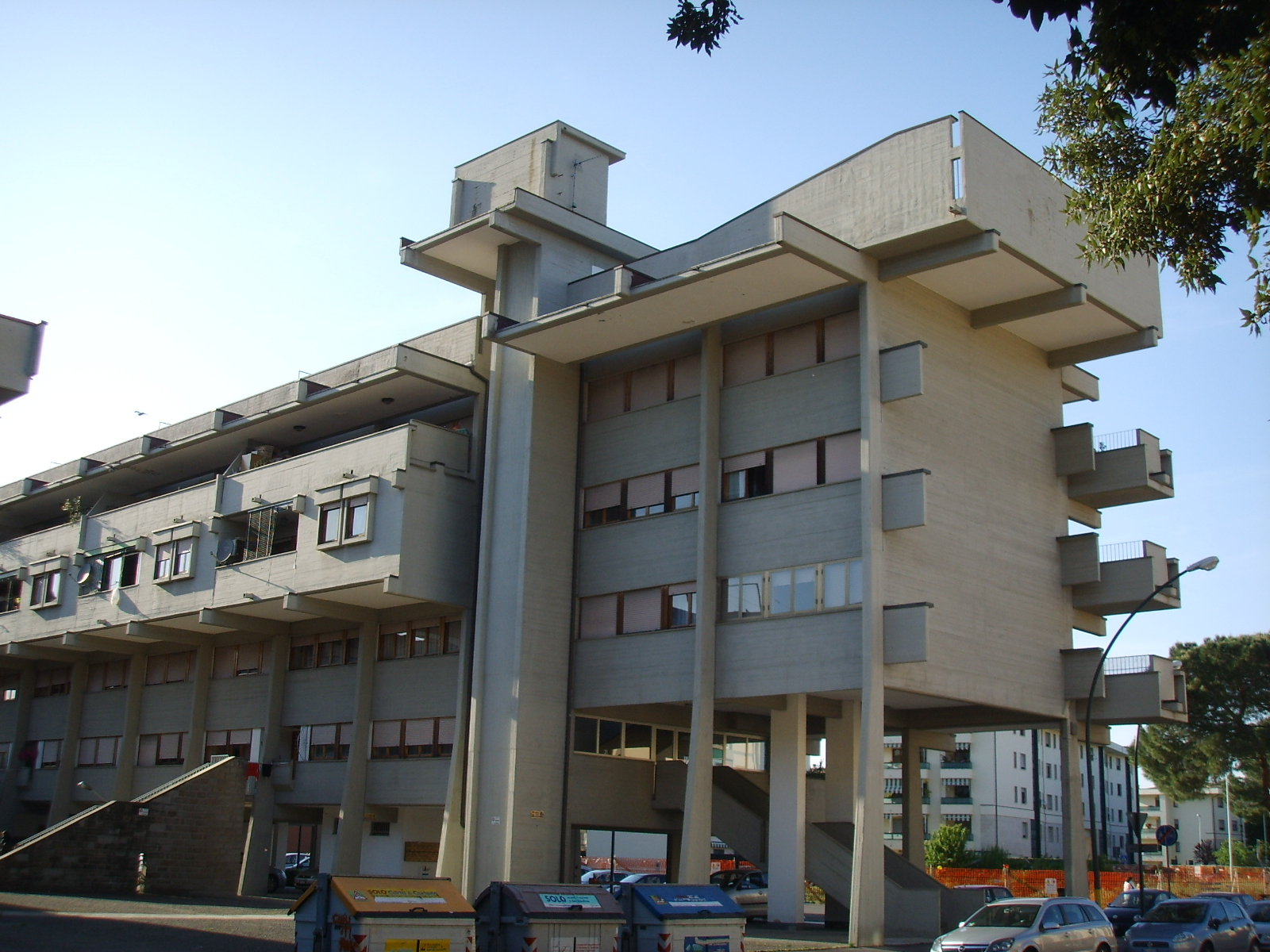
Edificio A

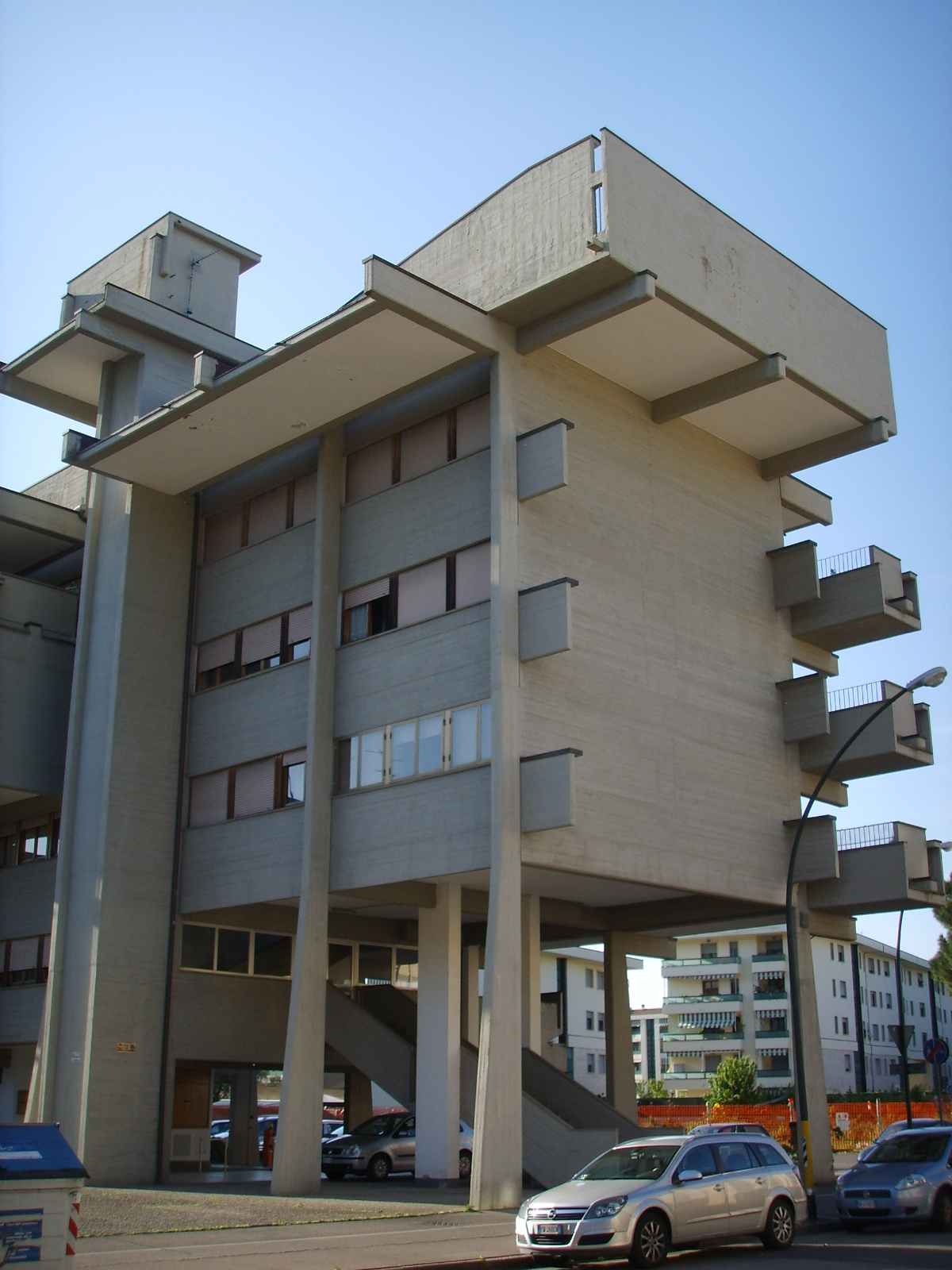
Dettaglio

Il cosiddetto edificio A è uno dei palazzi del complesso di case popolari a Sorgane realizzati tra il 1962 e il 1970 da un team di architetti fiorentini. In particolare questo edificio venne progettato dal gruppo di Leonardo Savioli. Si trova tra il viale Benedetto Croce e via Isonzo.

## Architettura
L'edificio A (particella 390) ha pianta rettangolare, in parte sfalsata e disposta parallelamente al fronte strada, e volumetria compatta, sviluppata su 5 piani fuori terra. La stecca, della lunghezza di circa 180 metri, è qualificata dalla tipologia a ballatoio ed è caratterizzata da alcuni episodi volumetrici che la connotano diversamente nelle sue parti; sul fronte est, viale Croce, i piani terreno e primi sono trattati come vuoti, dominati dalla scala rettilinea di accesso al percorso ballatoio e dai quattro piloti, rastremati all'imposta e più ampi alla base, sui quali si appoggiano i volumi delle cellule dei tre piani sovrastanti ed insiste il tetto terrazza, fortemente aggettante sul fronte dell'edificio e caratterizzato dall'attento studio del profilo. Sul fronte sud i corpi torre dei 3 vani scala, enfatizzati verticalmente, le scale esterne di accesso alle singole residenze, rettilinee e normali al fronte, ed il calibrato gioco di aggetti (i volumi su travi ricalate del quarto piano) e rientranze (il balcone loggia dell'ultimo piano). Il fronte nord è caratterizzato dal gioco dinamico dei balconi, paralleli ed ortogonali al fronte, e dalle tracce verticali dei 3 vani scale mentre quello ovest ripropone il medesimo gioco di vuoti dei volumi su piloti del corpo di testa, con la variante dell'andamento digradante delle tre terrazze praticabili collettive, nelle quali sfociano i ballatoi. Le aperture si inseriscono in tale orditura o come semplici fasce ad andamento orizzontale (finestre a nastro fungenti da naturale alternanza al pieno delle fasce in cemento faccia vista) o come episodi plastici caratterizzati dall'alternanza di motivi connotanti (cornici, davanzali, piedritti) in cemento. Gli ambienti al piano terra sono occupati, oltre che dai corpi dei vani scale e degli ascensori, da cantine e garage. Gli appartamenti, che raggiungono nell'insieme la quota di 300 vani e sono di due tipi (2 o 3 camere da letto più soggiorno, cucina ed 1 bagno), presentano l'impianto tradizionale della tipologia a ballatoio, con cucina e bagno aventi l'affaccio sul percorso comune.
Tutte le superfici esterne sono in cemento faccia vista; le scale e gli spazi collettivi sono lastricati in cotto, a meno dei percorsi pedonali al piano terra in cemento ed asfalto. Gli infissi, interni ed esterni, sono in legno; gli avvolgibili in Pvc.

## Altre immagini

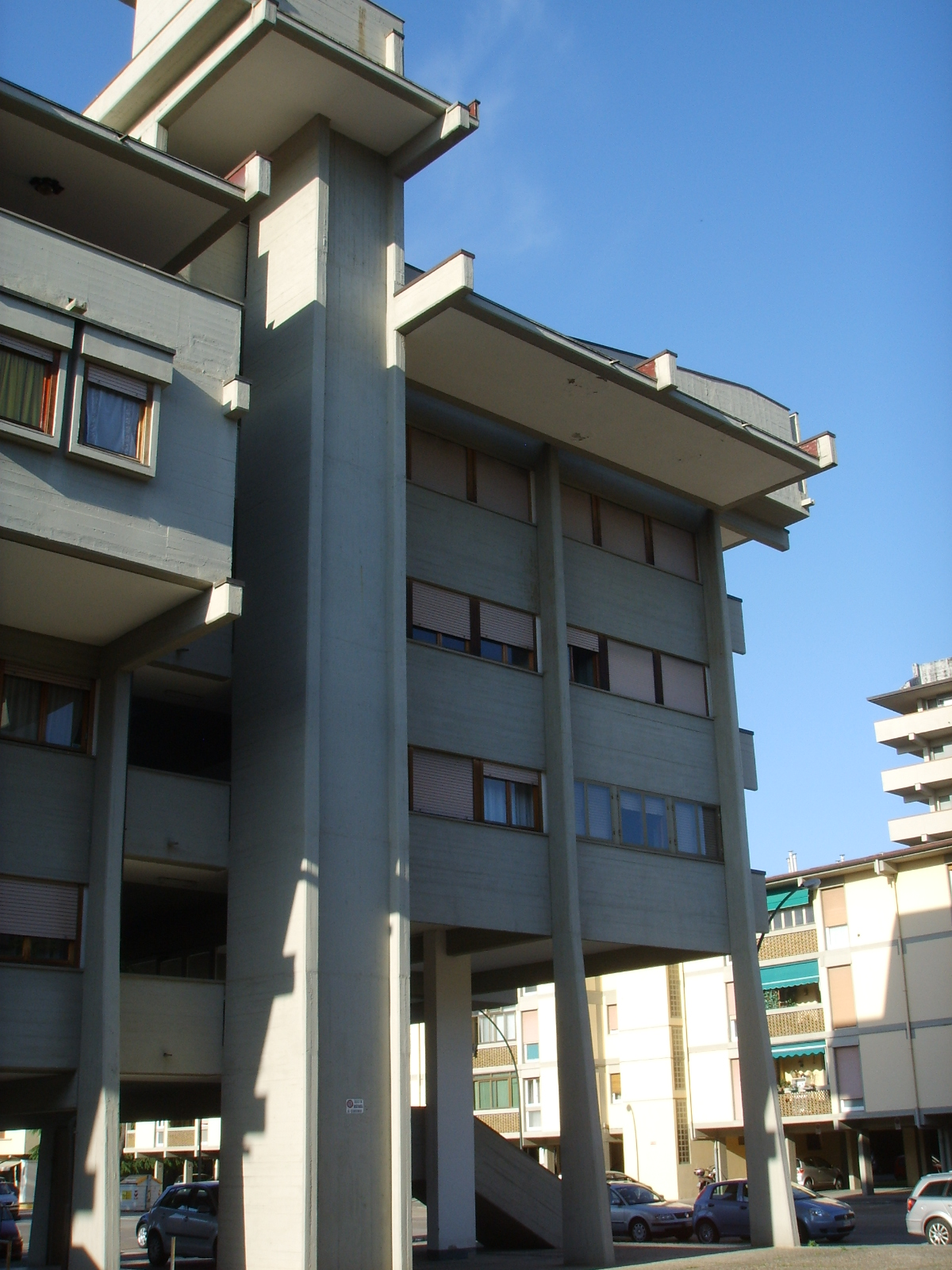
Dettaglio
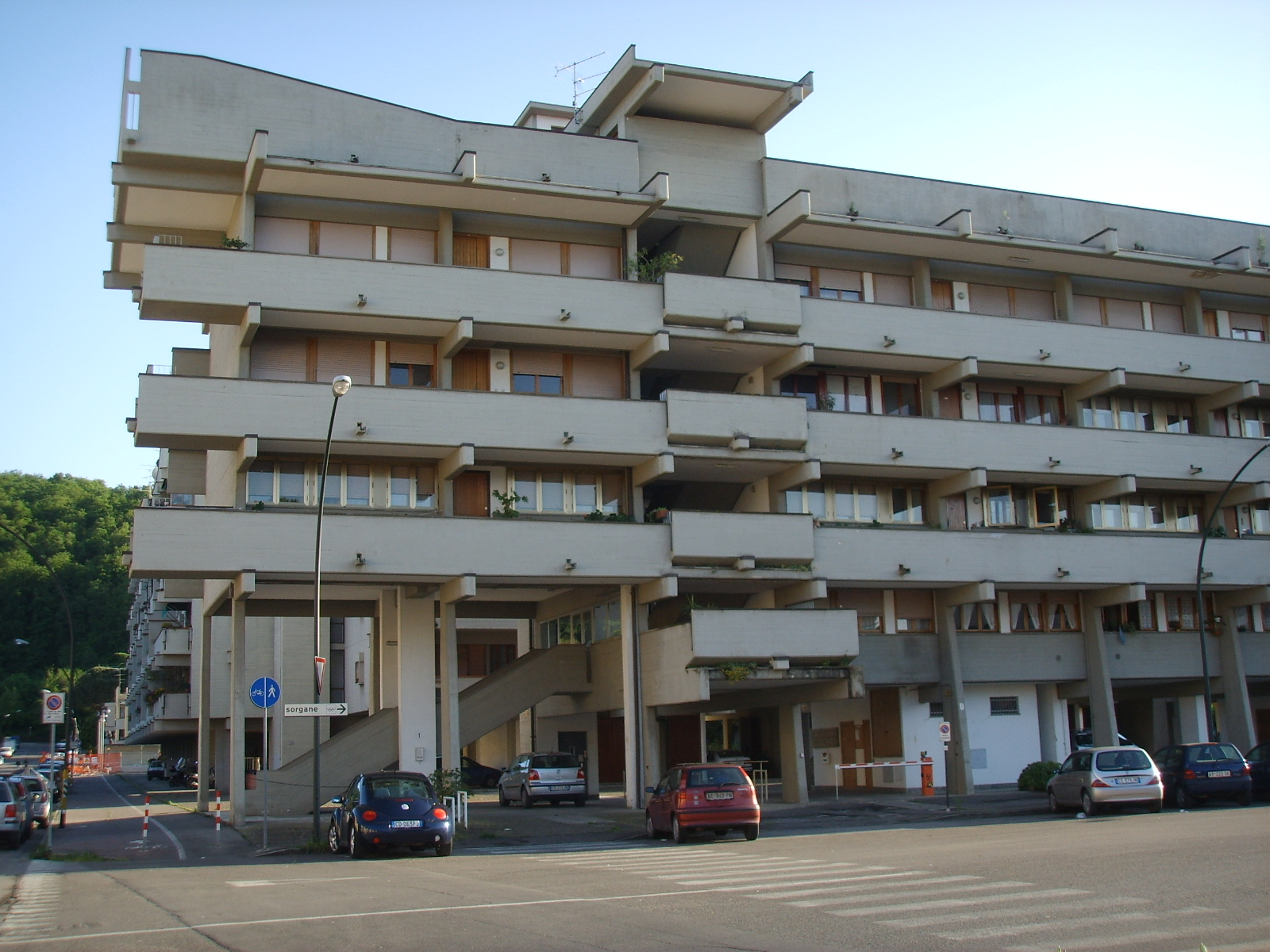
Prospetto su via Isonzo
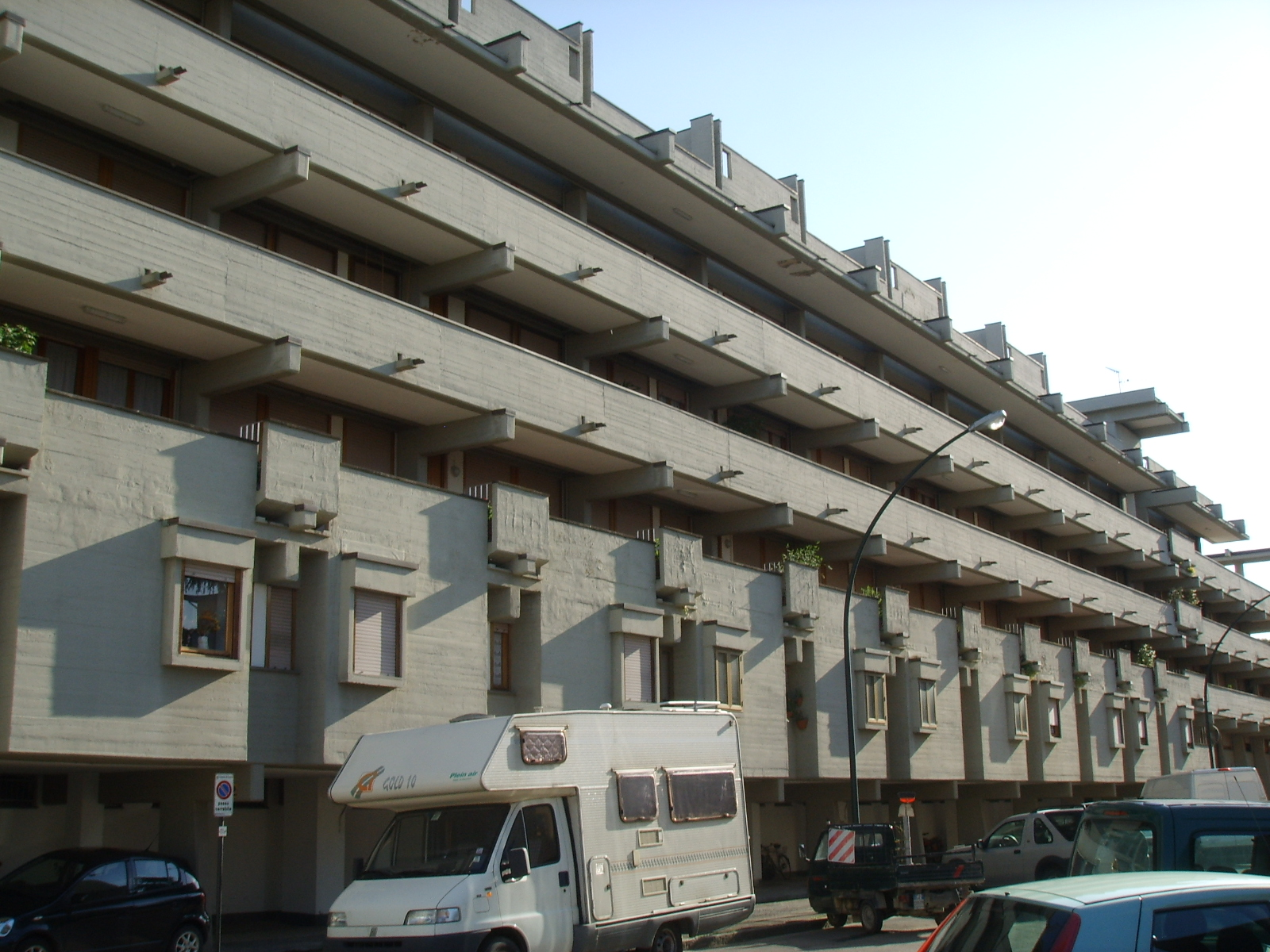
Prospetto su via Isonzo
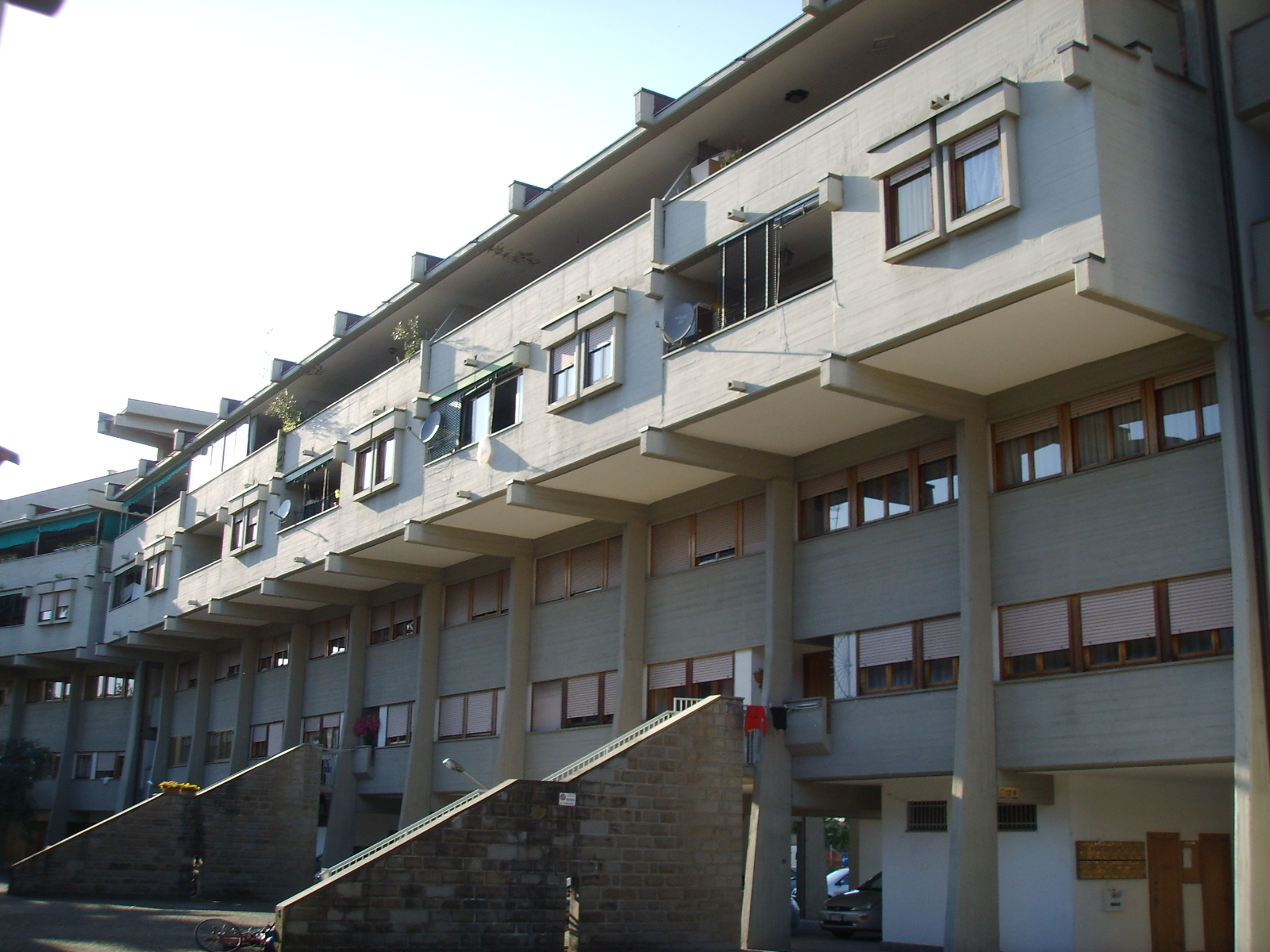
Prospetto interno
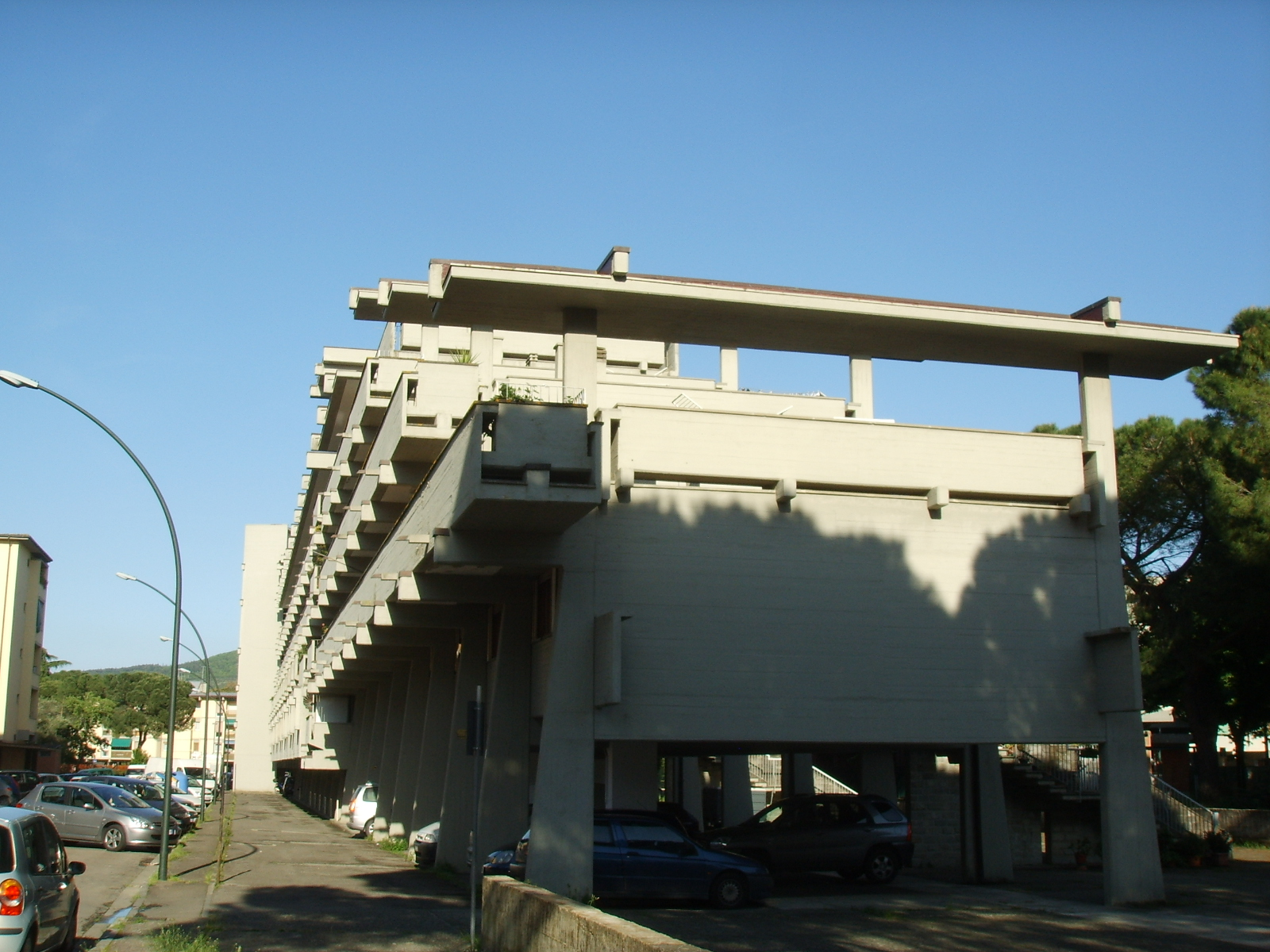
Balconi digradanti